# Барашево (посёлок, Тверская область)
Барашево — поселок в Старицком районе Тверской области. Входит в состав сельского поселения «станция Старица».

## География
Находится в южной части Тверской области на расстоянии приблизительно 4 км на юг-юго-запад по прямой от административного центра поселения деревни Старица.

## История
Посёлок был впервые отмечен на карте 1941 года как поселение с 12 дворами.

## Население
Численность населения: 12 человек (русские 100 %) в 2002 году, 6 в 2010.